# Top Dogs
 (mars 2022).
Si vous disposez d'ouvrages ou d'articles de référence ou si vous connaissez des sites web de qualité traitant du thème abordé ici, merci de compléter l'article en donnant les références utiles à sa vérifiabilité et en les liant à la section « Notes et références ».
Top Dogs est une pièce de théâtre du dramaturge suisse Urs Widmer, jouée et publiée pour la première fois en 1996.

## Résumé
Un groupe de cadres dirigeants, licenciés du jour au lendemain, se retrouve dans un cabinet de reclassement externe, le New Challenge Company, chargé de leur réinsertion professionnelle. Chacun possède une histoire différente et se prépare à rentrer dans le monde impitoyable de l'entreprise. Mais le cabinet a des méthodes surprenantes, et thérapie collective, gymnastique et jeux de rôle sont au programme pour apprendre à réfléchir sur soi-même et pour réussir sa reconversion. Ainsi, certains des personnages de la pièce doivent parfois prendre le rôle du patron qui les a licenciés, ou échanger son rôle avec celui de sa compagne. Ces jeux de rôles sont révélateurs de la philosophie des personnages et révèlent la plupart du temps leur nature plus ou moins profonde. La psychologue invite alors, un peu plus tard, les personnages à réfléchir à ce qu'ils ont dit lors de ce jeu de rôle.

## Personnages
Les personnages sont nommés d'après le nom des acteurs de la première représentation en 1996. Ainsi, les principaux personnages de l'édition originale sont :
- Julika Jenkins : ancienne chef de projet, prend le rôle du psychologue
- Susanne Wrage : ancienne analyste financière
- Dodo Deer : travaillait dans la restauration d'une compagnie aérienne suisse
- Urs Bihler : ancien manager
- Hanspeter Müller : était chef de projet dans une entreprise de turbines
- Heinrich Krause : activité inconnue, développe des problèmes psychologiques après son licenciement
- Michael Neuenschwander : était responsable des loisirs dans le comité d'entreprise d'une multinationale
- Gilles Tschudi : a travaillé en Bourse, licencié pour avoir refusé de porter la responsabilité des opérations illégales de sa direction

## Analyse
Top Dogs peut être considérée comme une satire sociale. La pièce critique les mécanismes du capitalisme de manière ironique, voire absurde. Le licenciement occupe le centre de l'intrigue à travers des personnages symboliques, caricaturés. Ces anciens cadres dirigeants, affectés par la perte de leur emploi, ont du mal à accepter leur situation. Ils sont obsédés par le travail et font preuve d'une aliénation envers leur vie privée et eux-mêmes. Étrangers à toute humanité, ils sont prisonniers d'un système qui les a rejetés.
Les méthodes du cabinet de reclassement externe, grotesques et comiques, s'opposent à la situation dramatique des personnages. La pièce aborde la question de la souffrance psychologique dans le monde moderne, et se veut un reflet déformé de la condition difficile des chômeurs. Le spectateur est donc invité à réfléchir à l'entreprise et à la place de l'humain dans l'économie.

## Représentations
La première de la pièce eut lieu au Theater an Neumarkt de Zurich en mai 1996.
La pièce fut ensuite représentée plusieurs fois, en 1999 au Théâtre national de Chaillot, et notamment en 2001 au Théâtre Jean Dasté de Saint-Étienne.